# Гранітненська сільська рада (Монастириський район)
Грані́тненська сільська́ ра́да — адміністративно-територіальна одиниця та орган місцевого самоврядування в Монастириському районі Тернопільської області. Адміністративний центр — село Гранітне.

## Загальні відомості
- Територія ради: 2,654 км²
- Населення ради: 384 особи (станом на 2001 рік)
- Територією ради протікає річка Золота Липа

## Населені пункти
Сільській раді були підпорядковані населені пункти:
- с. Гранітне

## Склад ради
Рада складалася з 14 депутатів та голови.
- Голова ради: Ковальчук Марія Степанівна
- Секретар ради: Задунайчук Світлана Володимирівна

### Керівний склад попередніх скликань
| Прізвище, ім'я, по батькові | Основні відомості                                                               | Дата обрання | Дата звільнення |
| --------------------------- | ------------------------------------------------------------------------------- | ------------ | --------------- |
| Найда Василь Михайлович     | Сільський голова, 1960 року народження, безпартійний                            | 26.03.2006   | 31.10.2010      |
| Ковальчук Марія Степанівна  | Сільський голова, 1955 року народження, освіта середня спеціальна, позапартійна | 31.10.2010   |                 |

Примітка: таблиця складена за даними сайту Верховної Ради України

### Депутати
За результатами місцевих виборів 2010 року депутатами ради стали:

#### За суб'єктами висування
| Суб'єкт висування | Кількість обраних депутатів | %   |
| ----------------- | --------------------------- | --- |
| Самовисування     | 14                          | 100 |

#### За округами
| № округу | Прізвище, ім'я, по батькові       | Дата визнання обраним | Освіта  | Партійна приналежність                        | Відомості про обраного депутата                     |
| -------- | --------------------------------- | --------------------- | ------- | --------------------------------------------- | --------------------------------------------------- |
| 1        | Толочко Володимир Васильович      | 05.11.2010            | вища    | позапартійний                                 | тимчасово не працює                                 |
| 2        | Рожаловська Тетяна Іванівна       | 05.11.2010            | середня | позапартійна                                  | Бухгалтер сільської ради, бухгалтер                 |
| 3        | Рущак Оксана Петрівна             | 05.11.2010            | вища    | позапартійна                                  | Гранітнянська загальноосвітня школа І ст., вчитель  |
| 4        | Турчин Володимир Степанович       | 05.11.2010            | середня | позапартійний                                 | тимчасово не працює                                 |
| 5        | Надорожний Володимир Михайлович   | 05.11.2010            | середня | позапартійний                                 | пенсіонер                                           |
| 6        | Батіг Марія Василівна             | 05.11.2010            | середня | позапартійна                                  | тимчасово не працює                                 |
| 7        | Белей Тетяна Василівна            | 05.11.2010            | середня | позапартійна                                  | Магазин продовольчих товарів, продавець             |
| 8        | Пасічник Євгенія Іванівна         | 05.11.2010            | вища    | позапартійна                                  | Яргорівська загальноосвітня школа І-ІІ ст., вчитель |
| 9        | Кінаш Тетяна Михайлівна           | 05.11.2010            | вища    | позапартійна                                  | Яргорівська загальноосвітня школа І-ІІ ст., вчитель |
| 10       | Мудренко Тетяна Петрівна          | 05.11.2010            | середня | позапартійна                                  | тимчасово не працює                                 |
| 11       | Задунайчук Світлана Володимирівна | 05.11.2010            | середня | позапартійна                                  | Гранітнянська сільська рада, секретар               |
| 12       | Найда Ганна Василівна             | 05.11.2010            | середня | член Всеукраїнського об'єднання «Батьківщина» | тимчасово не працює                                 |
| 13       | Ковальчук Галина Михайлівна       | 05.11.2010            | вища    | позапартійна                                  | Яргорівська загальноосвітня школа І-ІІ ст., вчитель |
| 14       | Світлак Тарас Іванович            | 05.11.2010            | середня | позапартійний                                 | тимчасово не працює                                 |